# Нсібіді
Нсібіді, або нчіббіді — ідеографічно-мнемонічна писемність, що використовується в Нігерії. Датування писемності доволі складне, науковці гадають, що нсібіді виникло від 400 до 1400 року.

## Історія

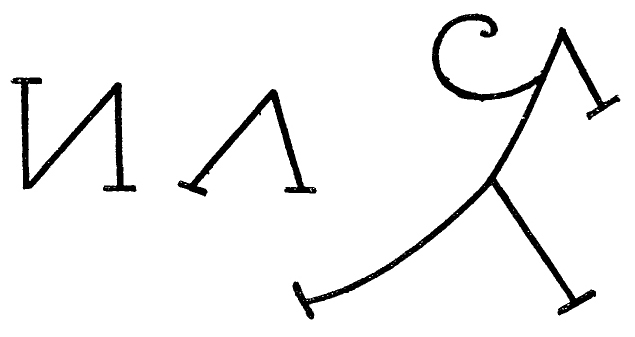
Ім'я хлопчика Онуага, реконструйоване Дж. К. Макгрегором 1909 року. Макгрегор інтрепретує перші два символи, як спотворені англійські літери N та A, а останній символ, як власне нсібідійський.

Походження назви «Нсібіді» до кінця не з'ясоване. За однією з теорій, термін походить з мови екої й означає «жорстокі літери», що відображає суворі закони таємних товариств, які зберігали знання нсібіді. В Калабарі нсібіді переважно асоціюється з представниками товариств леопарда, таких як Екпе. Товариства леопарда були законодавчою, судовою та виконавчою владою в доколонізаційні часи, особливо серед народу ефік, який мав значний вплив на теренах річки Крос.
Походження нсібіді зазвичай пов'язують з народом Еджагам на півночі річки Крос, саме тут колонізатори знайшли найбільшу кількість різних написів нсібіді. Нсібіді з часом поширилося по всьому регіону й змішалося з іншими формами культури й мистецтва, наприклад, з графічним дизайном Улі.
Також існує легенда про те, як плем'я угуакіма навчилося письма від бабуїнів, які звалися ідіокамі й збиралися навколо їхніх багать.
За словами британського мовознавця Девіда Дірінгера, ця та інші подібні легенди свідчать про те, що писемність нсібіді є настільки давньою, що навіть місцева традиція не зберегла жодних історичних відомостей щодо її справжнього походження.

## Писемність
Писемність нсібіді була невідома європейським науковцям і вперше була відкрита паралельно Т. Д. Максвеллом 1904 та Дж. К. Макгрегором 1905 року. Нсібіді — ідеографічна писемність, більшість знаків має піктографічний характер. Деякі символи цієї писемності широко відомі, проте про більшість знаків мало відомо, ймовірно, таємне товариство нсібіді вже припинило своє існування. Для вступу в це товариство була потрібна особлива попередня підготовка, оскільки для непосвячених знаки були сповнені таємницею магії та здавалися навіть здатними чинити шкоду, оскільки їх написання могло супроводжуватися чарівницькими діями.
Ельфінстон Дейрелл припускає, що існує кілька видів нсібіді, кожний з яких зрозумілий лише членам певної громади. Знаки, відомі всім громадам здебільшого відкрито татуювалися на обличчі, руках, ногах. Місцеве поселення намагається приховувати від європейців своє знайомство з писемністю. Нсібіді використовується переважно для вираження любові, однак трапляються і повідомлення іншого роду, наприклад, запис судового розгляду, попередження про заборону ходити певною дорогою під загрозою арешту, повідомлення про наміри вождя.
Повідомлення нсібіді малюються або вирізаються на шматках розколотих пальмових стовбурів.

Зразки знаків нсібіді
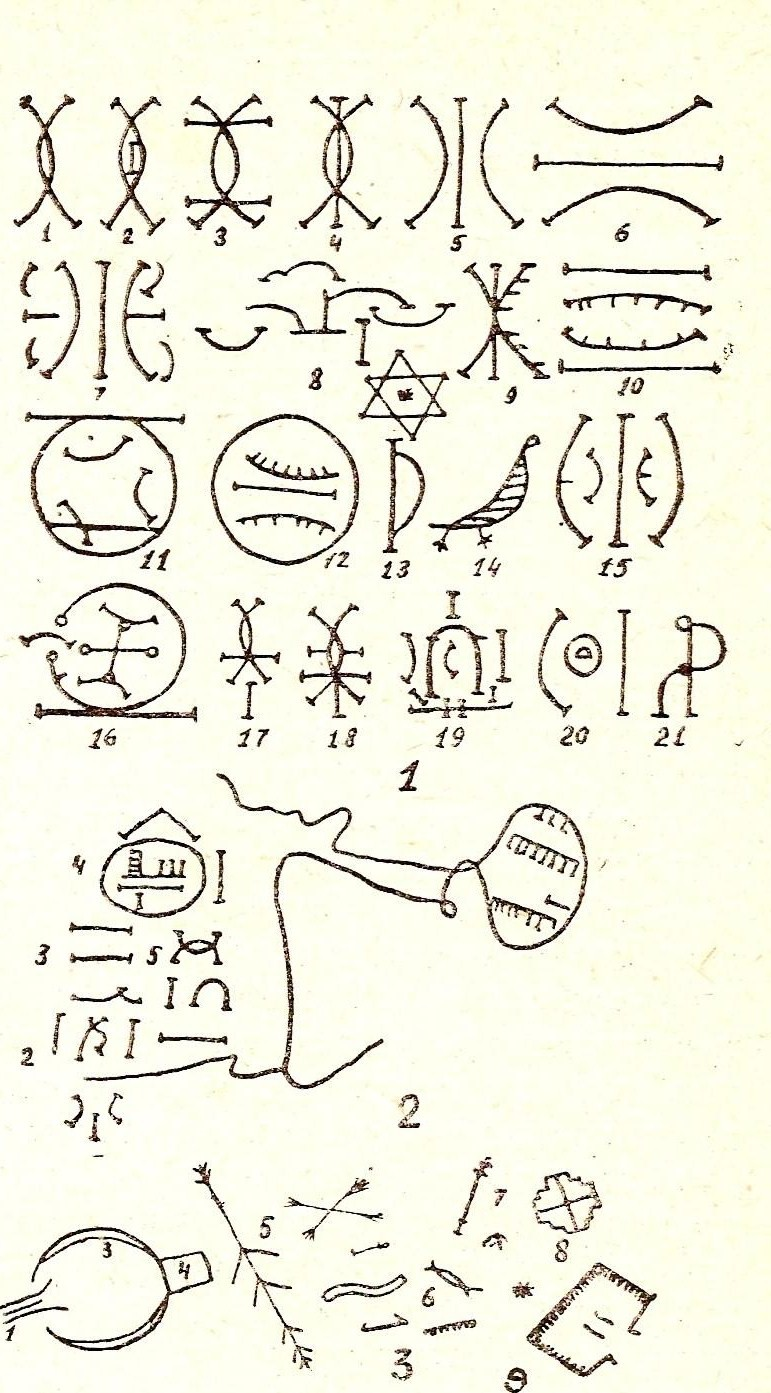
Повідомлення нсібіді